# Graviditetsillamående
Graviditetsillamående är illamående och kräkningar som är vanligt att blivande mödrar får under graviditeten. Illamåendet brukar oftast gå över runt vecka 20, men kan i enstaka fall fortsätta under hela graviditeten. Graviditetsillamående kan vara väldigt jobbigt för den blivande modern men varken hon eller barnet tar skada av kräkningarna.  Fostret får i sig tillräckligt med näring ändå.
Några få gravida får extremt graviditetsillamående, hyperemesis gravidarum, vilket är en graviditetskomplikation som bör komma under vård.